# Technicum (Universiteit Gent)
Het Technicum of de Technische Laboratoria vormen een gebouwencomplex van de Universiteit Gent in de Belgische stad Gent. Het Technicum werd in de jaren 30 van de 20e eeuw langs de Muinkschelde, op de flank van de Blandijnberg, gebouwd voor de faculteit Ingenieurswetenschappen. Van 1949 tot 1960 had studentenrestaurant De Brug een onderkomen in de gebouwen. In 1960 kreeg het restaurant een eigen gebouw, naast het Technicum.

## Geschiedenis

### Voorgeschiedenis en bouw
De realisatie van het Technicum situeert zich in de bouwpolitiek aan de Rijksuniversiteit Gent aan het begin van de jaren 30 van de 20e eeuw. Een belangrijk figuur in de totstandkoming van de laboratoria was Gustaaf Magnel (1899-1955), een pionier in het experimenteel onderzoek van betonstructuren en mortels. Magnel behielp zich tot in de jaren 30 met een zelfingericht labo in de kelder van een hotel nabij het Sint-Pietersstation. Magnel had grote moeite om aan voldoende fondsen te geraken om zijn labo uit te bouwen en aan proefondervindelijk onderzoek te doen.
In 1932 nam de universiteit uiteindelijk de beslissing om nieuwe technische laboratoria te bouwen. Als bouwplaats koos men voor een site in de directe omgeving van het Instituut der Wetenschappen in de Jozef Plateaustraat. Het Technicum werd gesitueerd op een 1,5 ha groot terrein tussen de Sint-Pietersnieuwstraat enerzijds en de Schelde anderzijds, een lang, smal terrein met een niveauverschil van 17 meter tussen de straat en het water. De geselecteerde site was niet braakliggend in de jaren 30. Er stond een textielfabriek op het terrein, spinnerij Feyerick, die tot de Eerste Wereldoorlog in gebruik was. Daarvoor hebben de gronden tot een 17e-eeuws klooster en tot de wijngaarden van de Sint-Pietersabdij behoord.
De verschillende blokken van het Technicum werden, in samenwerking met Magnel, getekend door Jean Norbert Cloquet (1885-1961), hoogleraar in de burgerlijke bouwkunde, architectonische compositie en geschiedenis van de architectuur.

### Beschrijving van de blokken
Het laboratorium Hydraulica (tegenwoordig blok 5) werd als eerste gerealiseerd en verschilt stilistisch van de andere blokken. De bouwstijl van het labo sluit beduidend meer aan bij de jaren 20 dan de andere delen. Het labo werd in 1937 in gebruik genomen onder leiding van professor Tison. In het labo werd onderzoek gedaan in de waterloopkunde, over de beweging van vaste materialen in rivieren en aan de zee, stromingen, weerstand, grondwaterbewegingen, hydraulische energie, en dergelijke meer.
Het huidige blok 1 werd vermoedelijk in 1936 uitgebreid op basis van de restanten van de spinnerij Feyerick uit 1894. Dat blijkt onder andere uit de gevelsteen aan de kant van de Schelde, waarop het volgende te lezen staat: "Omgebouwd / 1936 / Filature / N. Feyerick / 1894". Daarnaast toont ook een plattegrond uit 1934 dat blok 1 bovenop drie bestaande verdiepingen is gebouwd.
Het tweede blok diende oorspronkelijk als het labo voor gewapend beton, weerstand van materialen, grondmechanica en nijverheidselektriciteit. Het staat centraal ingepland in het terrein, parallel aan de Sint-Pietersnieuwstraat en de Schelde. Blok 2 dateert uit 1938. Het kreeg het meeste aandacht vanwege de bijzondere, nieuwe constructietechnieken en omdat Magnels labo erin gevestigd was. Bij de bouw moest men rekening houden met belastingen op de vloer van 3000 kg per m². Het gebouw moest ook een flexibele structuur hebben die naargelang van de bezetting gewijzigd kon worden. Cloquet en Magnel kozen voor een skeletbouw met een beperkt aantal kolommen. Voor de skeletstructuur werd gekozen voor een stalen skelet in plaats van beton zoals men van Magnel zou verwachten, omdat de betonnen kolommen te grote "onesthetische" dimensies zouden aannemen door de enorme belasting. De metalen liggers werden op maat gemaakt in de ateliers van La société métallurgique d’ Enghien-Saint-Elooi en over de Schelde naar de werf verscheept. Blok 2 van het Technicum is het eerste gelaste gebouw ter wereld; lassen was toen een nieuwe techniek.

### Heden en toekomstplannen
De thermische centrale van het Technicum werd in de jaren 2000 gerestaureerd en herbestemd als studentenhuis Therminal, onder leiding van architect F. Mees. Bijna alle studentenverenigingen en -diensten die voorheen in De Brug gevestigd waren, maakten daarop de verhuis naar de Therminal.
Per 2010 huisvestte het Technicum verschillende vakgroepen van de faculteit Ingenieurswetenschappen en Architectuur. Meerdere vakgroepen zijn sindsdien naar andere sites buiten het stadscentrum verhuisd of plannen een verhuis in de nabije toekomst. In een bestemmingsplan uit 2010 werd voorgesteld de vrijgekomen lokalen toe te wijzen aan de vakgroep Toegepaste Fysica, de faculteit Sociale en Politieke Wetenschappen, het Centraal Auditoriumbeheer en de vakgroep Kunst-, muziek- en theaterwetenschappen. Daarnaast werden er verschillende andere faculteiten en instellingen voorgesteld als af te wegen mogelijkheden.
Volgens een ministerieel besluit van de Vlaamse overheid uit 2010 zouden de gebouwen (uitgezonderd blok 3) als monument beschermd worden. De universiteit tekende bij de Raad van State bezwaar aan tegen die beslissing, onder meer omdat de beschermde status noodzakelijke verbouwing zou bemoeilijken. De bescherming kreeg daar een negatief advies.